# Franco Lovignana
Franco Lovignana (ur. 22 listopada 1957 w Aoście) – włoski duchowny katolicki, biskup Aosty od 2011.

## Życiorys
Święcenia kapłańskie otrzymał 21 czerwca 1981 i został inkardynowany do diecezji Aosta. Pracował głównie w diecezjalnym seminarium. W latach 1995–1997 był jego ekonomem i wicerektorem, a w latach 1997-2011 jego rektorem. Był także m.in. wikariuszem biskupim ds. duszpasterskich (1995-1997) oraz wikariuszem generalnym diecezji (2004-2011).
9 listopada 2011 papież Benedykt XVI mianował go ordynariuszem diecezji Aosta. Sakry biskupiej udzielił  mu 18 grudnia 2011 arcybiskup Turynu Cesare Nosiglia.